# Kito Lorenc
Kito Lorenc (Schleife, 1938. március 4. – Bautzen, 2017. szeptember 24.) szorb író, költő, műfordító.

## Életútja
1952 és 1956 között a cottbusi bentlakásos szorb középiskolába járt. 1956 és 1961 között a Lipcsei Egyetemen szlavisztikát tanult. 1961 és 1972 közötti bautzeni Szorb Intézet munkatársa volt. 1972 és 1979 között a Szorb Állami Együttes (Staatlichen Ensemble für sorbische Volkskultur) dramaturgjaként dolgozott. A Szász Művészeti Akadémia tagja volt. Szabadúszó íróként a Hochkirch melletti Wuischkén élt.

## Művei

### Szerzőként
- Nowe časy – nowe kwasy. Basnje ze studentskich lět (1962)
- Struga. Wobrazy našeje krajiny. Bilder einer Landschaft (1967)
- Kluće a puće. Basnje z lět 1962–1968 z dodawkom spěwow (1971)
- Flurbereinigung. Gedichte (1973)
- Die Rasselbande im Schlamassellande. Gedichte für Robert und Jacob und andre Kindsköpfe (1983)
- Wortland. Gedichte aus zwanzig Jahren (1984)
- Rymarej a dyrdomdej. Poł kopy basni a tři basnički dźěćom a dźědam, dźowkam a wowkam (1985)
- Flurbereinigung (1988)
- Ty porno mi. Tajke a wonajke basnje (1988)
- Gegen den großen Popanz. (1990)
- Kołbas. Trysk z dwěmaj kóncomaj. Po wšelakich serbskich žórłach (1994)
- Terra budissinensis (1997, Rudolf Hartmetz-cel és Hans Mirtschinnel közösen)
- Suki w zakach. Basnje, basnje-njebasnje, přebasnjenja (1998)
- An einem schönbemalten Sonntag. Gedichte zu Gedichten (2000)
- Zungenblätter. Gedichte und Nachdichtungen (2002)
- Die Unerheblichkeit Berlins. Texte aus den Neunzigern (2002)
- Achtzehn Gedichte der Jahre 1990–2002 (2003)
- Die wendische Schiffahrt. Zwei Dramen (2004)
- kepsy-barby/Fehlfarben. Gedichte. sorbisch/deutsch (2005)
- Erinnerung an eine Nacht im Freien. Gedichte (2009)
- Podomk. Basnje a druha nadoba z dwanatka lět (2010)
- Nach Morau, nach Krokau. Gereimtes und Ungereimtes für Kinder und Enkel (2011)
- Gedichte. Ausgewählt und mit einem Vorwort versehen von Peter Handke (2013)
- Im Filter des Gedichts. Essays, Gespräche, Notate. Přez křidu basnje. Eseje, rozmołwy, nastawki (2013)
- Windei in der Wasserhose des Eisheiligen. Gedichte (2015)
- Der zweiseitige Beitrag/Wěsty dwustronski přinošk (2015)

### Szerkesztőként
- Swětło, prawda, swobodnosć (1963, a szorb költészet antológiája)
- Serbska čitanka. Sorbisches Lesebuch (1981)
- Das Meer, Die Insel, Das Schiff. Sorbische Dichtung von den Anfängen bis zur Gegenwart (2004)

### Műfordítóként
- Mina Witkojc: Po pućach časnikarki (1964)
- Handrij Zejler: Serbske fabule (1966)
- Der betreßte Esel (1969, Handrij Zejler meséi)
- Jurij Chĕžka: Die Erde aus dem Traum (2002)

### Hangoskönyvek
- in: Dichtung des 20. Jahrhunderts: Meine 24 sächsischen Dichter (2009, szerkesztette Gerhard Pötzsch)
- Versuch über uns - Gedichte / Pospyt wo nas - Basnje (2015, Michael Lorenz válogatásában és előadásában)

## Fordítás
Ez a szócikk részben vagy egészben  a   Kito Lorenc című német Wikipédia-szócikk ezen változatának fordításán alapul.  Az eredeti cikk szerkesztőit annak laptörténete sorolja fel. Ez a jelzés csupán a megfogalmazás eredetét és a szerzői jogokat jelzi, nem szolgál a cikkben szereplő információk forrásmegjelöléseként.